# 没事偷着乐
没事偷着乐（A tree in house），1998年中国喜剧电影。根据刘恒的小说《贫嘴张大民的幸福生活》改编。杨亚洲导演，冯巩，郑卫莉等主演，并有李琦，郭达，牛群等笑星客串。与原著不同的是，电影的故事背景设在天津而不是北京，因此影片中的对白大多都是天津方言。

## 主要人物
- 张大民（冯巩饰演），张家长子，贫嘴，有三寸不烂之舌。暖瓶厂职工。
- 张二民（丁嘉莉饰演），张大民大妹妹，性情彪悍，与李木勺结婚赴山西（原著为山东）。
- 张三民（王劲松饰演），张大民大弟弟，初期为普通职工，后随妻子从事服饰零售生意。
- 张四民（肖辉饰演），张大民小妹妹，医院护士，温柔善良但是有洁癖。死于白血病。
- 张五民（姜峰饰演），张大民小弟弟，爱吃烧茄子，后考入西北农业大学，逃离了狭小的家庭居住环境。大学期间，张五民与家庭的联系很少，并成为学生会主席，个人性格、气质、谈吐都发生了明显的改变，让哥哥大民感觉很陌生。毕业后，张五民返京，进入国家农业部并成长为国家干部。
- 张家妈妈（李明启饰演），张大民的妈妈，孩子们还很小的时候张家爸爸就去世，一个人带大了五个孩子，后患老年痴呆症，生气了爱吃冰。
- 李云芳（郑卫莉饰演），张家邻居的女儿，男友出国后被抛弃，想不开要自杀，被张大民的三寸不烂之舌说服。后与张大民结婚。
- 张小树（姜远坤饰演），大民与云芳的儿子。因为屋中有棵树便取名“小树”。
- 眼镜（蔡国庆饰演），云芳前男友。因要出国留学便与云芳提出分手。
- 李木勺（李琦饰演），山西人。与二民结婚。

### 其他
- 毛小莎（曲宁饰演），三民的老婆。后来被三民发现与别人偷情。
- 云芳爹（郭达饰演）
- 包子（李嘉存饰演），大民的邻居。因大民要扩建房屋发生争执而打伤大民。
- 包子妈（李婉芬饰演）
- 厂长（牛群饰演），大民工作的暖瓶厂的厂长。经营不善导致厂里连年亏损。
- 热情的大爷（唐杰忠饰演）
- 开发公司经理（侯耀华饰演），因四民去世而将张家的分配房面积减少，在争执中被大民打伤。
- 看门大爷（李丁饰演）
- 街道巡视（巩汉林饰演）

## 獎項
| 獎項                  | 被提名者             | 結果                 |
| 第18届中国电影金鸡奖  | 第18届中国电影金鸡奖 | 第18届中国电影金鸡奖 |
| --------------------- | -------------------- | -------------------- |
| 最佳導演              | 杨亚洲               | 提名                 |
| 最佳男主角            | 冯巩                 | 獲獎                 |
| 第6屆北京大学生电影节 |                      |                      |
| 最受歡迎男演員        | 冯巩                 | 獲獎                 |

## 相关作品
- 贫嘴张大民的幸福生活 (电视剧)